# Corrispondenza Husayn-McMahon
La corrispondenza Husayn-McMahon nel corso della prima guerra mondiale fu uno scambio di lettere avvenuto nel biennio 1915-1916 fra il leader hascemita higiazeno, al-Husayn ibn ʿAlī, sceriffo della Mecca, e Sir Henry McMahon, alto commissario britannico al Cairo, riguardo al futuro status politico dei territori arabi del Vicino Oriente quando il Regno Unito fosse riuscito a sconfiggere l'Impero ottomano, alleato agli imperi centrali, grazie al concorso di una rivolta araba guidata, sia pur simbolicamente dallo Sceriffo.

## Le missive
Una lettera datata 24 ottobre 1915 è cruciale. Essa recitava che:

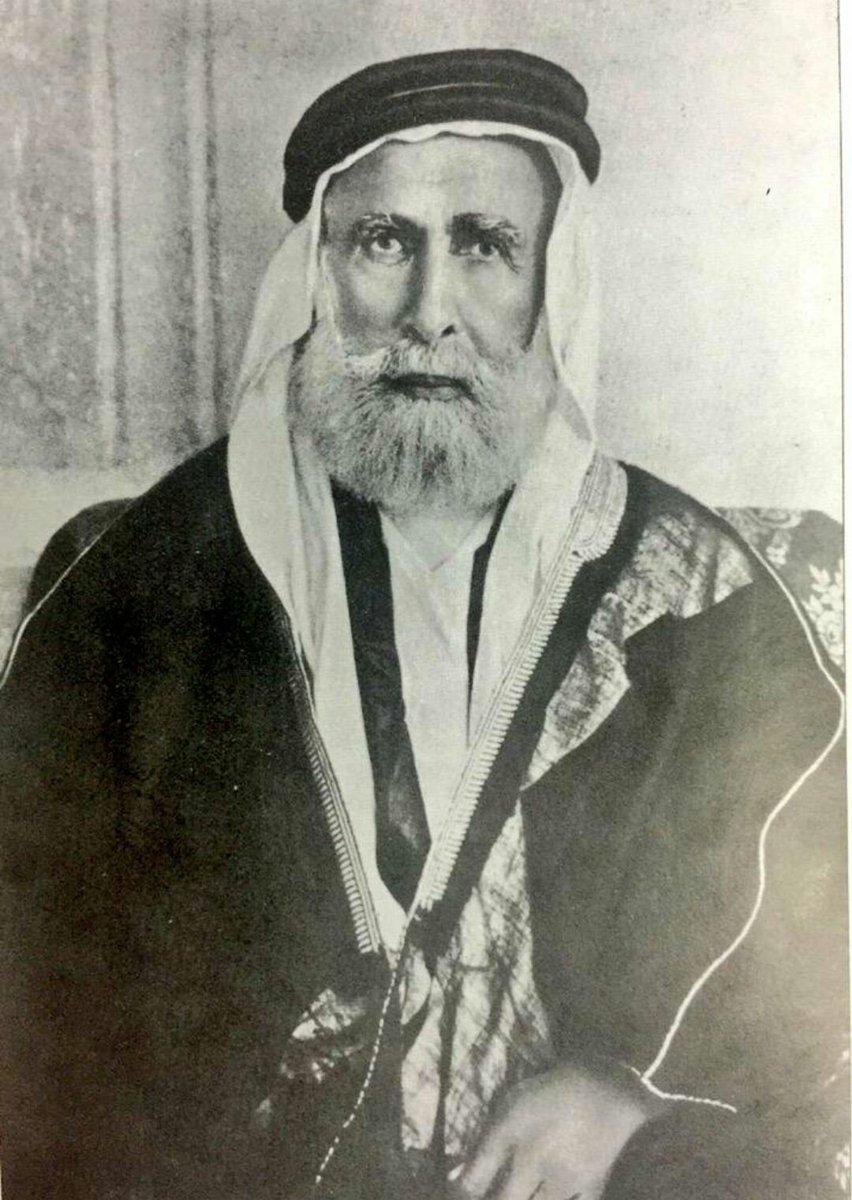
Al-Husayn ibn Ali

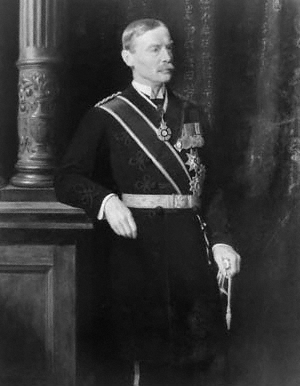
Henry McMahon

Le promesse di McMahon furono viste dai nazionalisti arabi come un impegno per un'immediata indipendenza degli Arabi. Essi credettero altresì che l'impegno fosse stato violato dalla susseguente spartizione della regione fra Gran Bretagna e Francia cui la Società delle Nazioni assegnò mandati stabiliti in base agli accordi segreti fra Sykes e Picot del maggio 1916.
L'ambiguità riguardò anche la Palestina, che non era esplicitamente ricordata nella corrispondenza. La lettera parlava dei distretti di Mersin e di Alessandretta, e parti della Siria che si estendono a ovest del distretto di Damasco, Homs, Hama e Aleppo..., ma non faceva alcuna menzione specifica del sangiaccato di Gerusalemme, che era la divisione amministrativa ottomana che copriva la maggior parte della Palestina.
Inoltre, e cosa forse più importante (dal punto di vista britannico), la confusione scaturì da una piccola frase nella corrispondenza fra McMahon e Husayn. Le terre che "non possono dirsi puramente arabe" erano escluse dall'accordo. Husayn, e moltissime personalità arabe, consideravano la Palestina come "puramente araba", mentre i britannici vedevano in modo differente la questione.
Il Regno Unito più tardi promise di favorire la creazione di un focolare nazionale ebraico (Jewish National Home) in Palestina nella Dichiarazione Balfour del 2 novembre 1917. Il Libro bianco del 1939 (Churchill White Paper) stabilì che la frase in cui si parlava dei "distretti a ovest di Damasco" doveva intendersi come inclusiva del Sangiaccato di Gerusalemme e del vilayet di Beirut (cioè la Palestina).

## Altri lemmi
- Panarabismo
- al-Husayn ibn ʿAlī